# Campionati del mondo di ciclismo su pista 2024 - Keirin femminile
La gara di keirin femminile ai Campionati del mondo di ciclismo su pista 2024 si è svolta il 20 ottobre 2024. È stata vinta dalla giapponese Mina Sato.

## Podio
| Pos.    | Atleta            | Nazionalità   |
| ------- | ----------------- | ------------- |
| Oro     | Mina Sato         | Giappone      |
| Argento | Hetty van de Wouw | Paesi Bassi   |
| Bronzo  | Katy Marchant     | Gran Bretagna |

## Risultati

### Primo turno
I primi 2 di ogni batteria si qualificano per i quarti di finale, tutti gli altri partecipano al ripescaggio.

#### Batteria 1
| Posizione | Atleta           | Nazione   | Tempo/Gap | Note |
| --------- | ---------------- | --------- | --------- | ---- |
| 1         | Martha Bayona    | Colombia  |           | Q    |
| 2         | Fuko Umekawa     | Giappone  | +0.033    | Q    |
| 3         | Nurul Mohd Asri  | Malaysia  | +0.094    |      |
| 4         | Kristina Clonan  | Australia | +0.201    |      |
| 5         | Marlena Karwacka | Polonia   | +1.564    |      |

#### Batteria 2
| Posizione | Atleta               | Nazione       | Tempo/Gap | Note |
| --------- | -------------------- | ------------- | --------- | ---- |
| 1         | Emma Finucane        | Gran Bretagna |           | Q    |
| 2         | Alessia McCaig       | Australia     | +0.235    | Q    |
| 3         | Steffie van der Peet | Paesi Bassi   | +0.444    |      |
| 4         | Clara Schneider      | Germania      | +0.520    |      |
| 5         | Miriam Vece          | Italia        | +1.725    |      |

#### Batteria 3
| Posizione | Atleta                   | Nazione     | Tempo/Gap | Note     |
| --------- | ------------------------ | ----------- | --------- | -------- |
| 1         | Hetty van de Wouw        | Paesi Bassi |           | Q        |
| 2         | Veronika Jaborníková     | Rep. Ceca   | +0.298    | Q        |
| 3         | Wang Lijuan              | Cina        | +0.462    |          |
| 4         | Anis Amira Rosidi        | Malaysia    | +0.890    |          |
| –         | Alessa-Catriona Pröpster | Germania    | Ritirata  | Ritirata |

#### Batteria 4
| Posizione | Atleta        | Nazione   | Tempo/Gap | Note |
| --------- | ------------- | --------- | --------- | ---- |
| 1         | Mathilde Gros | Francia   |           | Q    |
| 2         | Mina Sato     | Giappone  | +0.019    | Q    |
| 3         | Helena Casas  | Spagna    | +0.317    |      |
| 4         | Yeung Cho Yiu | Hong Kong | +0.332    |      |
| 5         | Urszula Łoś   | Polonia   | +0.612    |      |

#### Batteria 5
| Posizione | Atleta          | Nazione       | Tempo/Gap   | Note        |
| --------- | --------------- | ------------- | ----------- | ----------- |
| 1         | Katy Marchant   | Gran Bretagna |             | Q           |
| 2         | Daniela Gaxiola | Messico       | +0.112      | Q           |
| 3         | Alla Biletska   | Ucraina       | +0.208      |             |
| 4         | Ng Sze Wing     | Hong Kong     | +1.008      |             |
| –         | Molly McGill    | Australia     | Non Partita | Non Partita |

### Ripescaggi
I primi 2 di ogni batteria si qualificano per i quarti di finale.

#### Batteria 1
| Posizione | Atleta          | Nazione   | Tempo/Gap | Note |
| --------- | --------------- | --------- | --------- | ---- |
| 1         | Nurul Mohd Asri | Malaysia  |           | Q    |
| 2         | Yeung Cho Yiu   | Hong Kong | +0.126    | Q    |
| 3         | Urszula Łoś     | Polonia   | +0.232    |      |

#### Batteria 2
| Posizione | Atleta               | Nazione     | Tempo/Gap | Note |
| --------- | -------------------- | ----------- | --------- | ---- |
| 1         | Kristina Clonan      | Australia   |           | Q    |
| 2         | Steffie van der Peet | Paesi Bassi | +0.018    | Q    |
| 3         | Anis Amira Rosidi    | Malaysia    | 1.560     |      |

#### Batteria 3
| Posizione | Atleta           | Nazione   | Tempo/Gap | Note |
| --------- | ---------------- | --------- | --------- | ---- |
| 1         | Clara Schneider  | Germania  |           | Q    |
| 2         | Wang Lijuan      | Cina      | +0.046    | Q    |
| 3         | Marlena Karwacka | Polonia   | +0.154    |      |
| 4         | Ng Sze Wing      | Hong Kong | +0.30     |      |

#### Batteria 4
| Posizione | Atleta                   | Nazione  | Tempo/Gap | Note |
| --------- | ------------------------ | -------- | --------- | ---- |
| 1         | Alessa-Catriona Pröpster | Germania |           | Q    |
| 2         | Miriam Vece              | Italia   | +0.014    | Q    |
| 3         | Alla Biletska            | Ucraina  | +0.150    |      |
| 4         | Helena Casas             | Spagna   | +0.182    |      |

### Quarti di finale
I primi 4 di ogni batteria si qualificano alle semifinali.

#### Batteria 1
| Posizione | Atleta               | Nazione     | Tempo/Gap | Note |
| --------- | -------------------- | ----------- | --------- | ---- |
| 1         | Martha Bayona        | Colombia    |           | Q    |
| 2         | Miriam Vece          | Italia      | +0.502    | Q    |
| 3         | Steffie van der Peet | Paesi Bassi | +0.613    | Q    |
| 4         | Alessia McCaig       | Australia   | +0.676    | Q    |
| 5         | Mathilde Gros        | Francia     | +0.700    |      |
| 6         | Clara Schneider      | Germania    | +0.951    |      |

#### Batteria 2
| Posizione | Atleta                   | Nazione       | Tempo/Gap | Note |
| --------- | ------------------------ | ------------- | --------- | ---- |
| 1         | Emma Finucane            | Gran Bretagna |           | Q    |
| 2         | Wang Lijuan              | Cina          | +0.073    | Q    |
| 3         | Nurul Mohd Asri          | Malaysia      | +0.076    | Q    |
| 4         | Fuko Umekawa             | Giappone      | +0.156    | Q    |
| 5         | Veronika Jaborníková     | Rep. Ceca     | +0.356    |      |
| 6         | Alessa-Catriona Pröpster | Germania      | +1.487    |      |

#### Batteria 3
| Posizione | Atleta            | Nazione       | Tempo/Gap | Note |
| --------- | ----------------- | ------------- | --------- | ---- |
| 1         | Katy Marchant     | Gran Bretagna |           | Q    |
| 2         | Hetty van de Wouw | Paesi Bassi   | +0.175    | Q    |
| 3         | Mina Sato         | Giappone      | +0.245    | Q    |
| 4         | Yeung Cho Yiu     | Hong Kong     | +0.396    | Q    |
| 5         | Kristina Clonan   | Australia     | +0.408    |      |
| 6         | Daniela Gaxiola   | Messico       | +0.747    |      |

### Semifinali
I primi 3 di ogni batteria si qualificano per i quarti di finale.

#### Semifinale 1
| Posizione | Atleta               | Nazione       | Tempo/Gap | Note |
| --------- | -------------------- | ------------- | --------- | ---- |
| 1         | Katy Marchant        | Gran Bretagna |           | Q    |
| 2         | Steffie van der Peet | Paesi Bassi   | +0.039    | Q    |
| 3         | Mina Sato            | Giappone      | +0.144    | Q    |
| 4         | Martha Bayona        | Colombia      | +0.144    |      |
| 5         | Wang Lijuan          | Cina          | +0.157    |      |
| 6         | Yeung Cho Yiu        | Hong Kong     | +2.226    |      |

#### Semifinale 2
| Posizione | Atleta            | Nazione       | Tempo/Gap | Note |
| --------- | ----------------- | ------------- | --------- | ---- |
| 1         | Hetty van de Wouw | Paesi Bassi   |           | Q    |
| 2         | Emma Finucane     | Gran Bretagna | +0.080    | Q    |
| 3         | Fuko Umekawa      | Giappone      | +0.099    | Q    |
| 4         | Miriam Vece       | Italia        | +0.336    |      |
| 5         | Nurul Mohd Asri   | Malaysia      | +0.463    |      |
| 6         | Alessia McCaig    | Australia     | +0.612    |      |

### Finali

#### Finale per l'oro
| Posizione | Atleta               | Nazione       | Tempo/Gap | Note |
| --------- | -------------------- | ------------- | --------- | ---- |
| 1         | Mina Sato            | Giappone      |           |      |
| 2         | Hetty van de Wouw    | Paesi Bassi   | +0.102    |      |
| 3         | Katy Marchant        | Gran Bretagna | +0.106    |      |
| 4         | Emma Finucane        | Gran Bretagna | +0.118    |      |
| 5         | Fuko Umekawa         | Giappone      | +0.191    |      |
| 6         | Steffie van der Peet | Paesi Bassi   | +0.455    |      |

#### Finalina per il settimo posto
| Posizione | Atleta          | Nazione   | Tempo/Gap | Note |
| --------- | --------------- | --------- | --------- | ---- |
| 7         | Nurul Mohd Asri | Malaysia  |           |      |
| 8         | Wang Lijuan     | Cina      |           |      |
| 9         | Martha Bayona   | Colombia  | +0.093    |      |
| 10        | Miriam Vece     | Italia    | +0.201    |      |
| 11        | Alessia McCaig  | Australia | +0.369    |      |
| 12        | Yeung Cho Yiu   | Hong Kong | +0.455    |      |